# Cimarron County

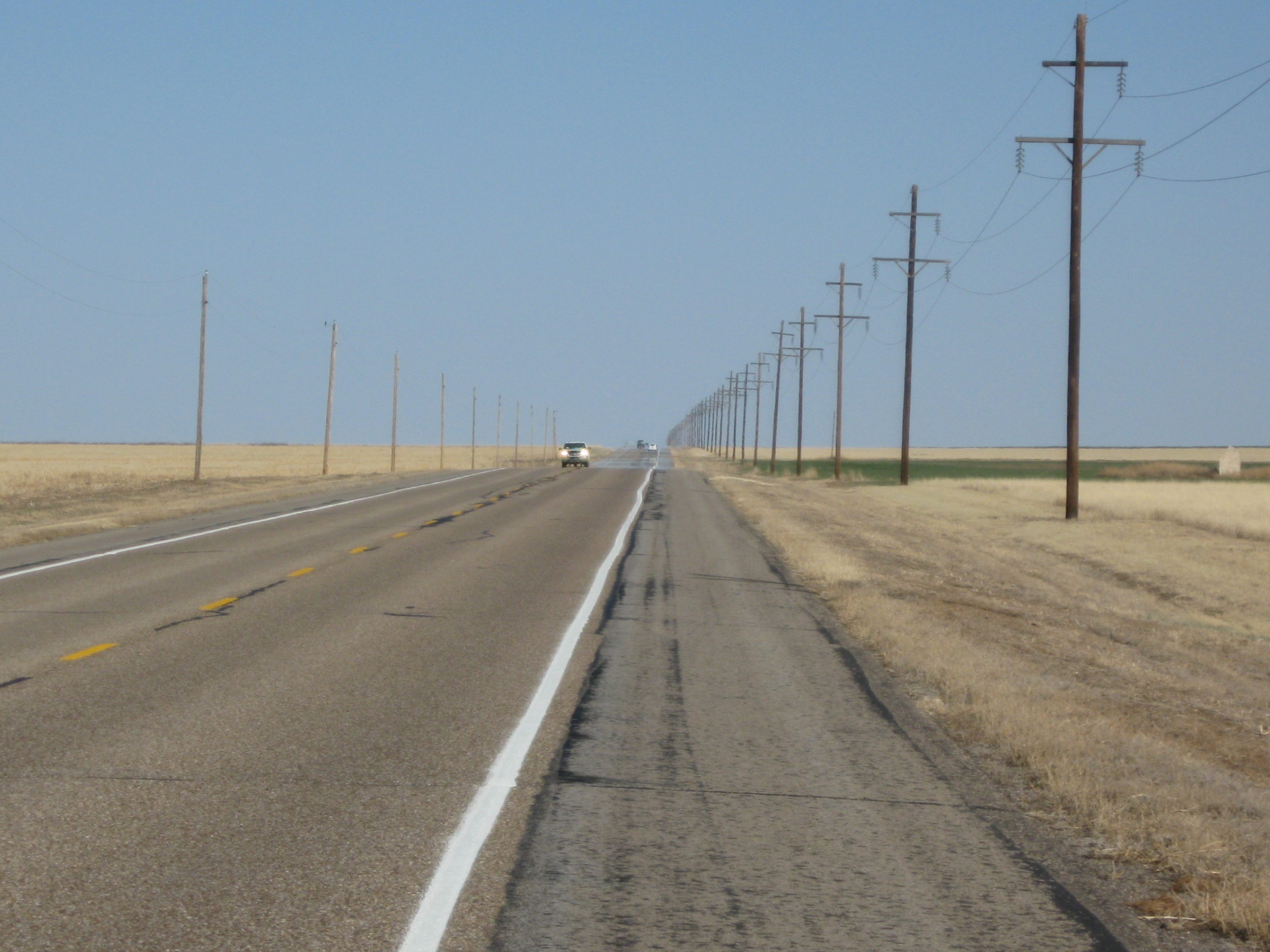
De 412 in Cimarron

Cimarron County is een van de 77 county's in de Amerikaanse staat Oklahoma, gelegen in het uiterste westen van de staat (Oklahoma Panhandle). Cimarron is de enige county in de V.S. die grenst aan vier staten (Colorado, Kansas, New Mexico en Texas).
De county heeft een landoppervlakte van 4.753 km² en telt 3.148 inwoners (volkstelling 2000). De hoofdplaats is Boise City.
Het hoogste punt van Oklahoma (1.516 m) ligt in Cimarron en is onderdeel van de Black Mesa, een tafelberg.
Adair County · Alfalfa County · Atoka County · Beaver County · Beckham County · Blaine County · Bryan County · Caddo County · Canadian County · Carter County · Cherokee County · Choctaw County · Cimarron County · Cleveland County · Coal County · Comanche County · Cotton County · Craig County · Creek County · Custer County · Delaware County · Dewey County · Ellis County · Garfield County · Garvin County · Grady County · Grant County · Greer County · Harmon County · Harper County · Haskell County · Hughes County · Jackson County · Jefferson County · Johnston County · Kay County · Kingfisher County · Kiowa County · Latimer County · Le Flore County · Lincoln County · Logan County · Love County · Major County · Marshall County · Mayes County · McClain County · McCurtain County · McIntosh County · Murray County · Muskogee County · Noble County · Nowata County · Okfuskee County · Oklahoma County · Okmulgee County · Osage County · Ottawa County · Pawnee County · Payne County · Pittsburg County · Pontotoc County · Pottawatomie County · Pushmataha County · Roger Mills County · Rogers County · Seminole County · Sequoyah County · Stephens County · Texas County · Tillman County · Tulsa County · Wagoner County · Washington County · Washita County · Woods County · Woodward County